# Chaparana quadranus
Nanorana quadranus là một loài ếch thuộc họ Ranidae.
Đây là loài đặc hữu của Trung Quốc.
Môi trường sống tự nhiên của chúng là rừng ôn đới, vùng cây bụi ôn đới, sông ngòi, và đầm nước ngọt có nước theo mùa.
Chúng hiện đang bị đe dọa vì mất nơi sống.